# Great Yarmouth
Pour les articles homonymes, voir Great Yarmouth (homonymie).
Great Yarmouth, souvent appelée simplement Yarmouth, est une ville côtière du comté de Norfolk en Angleterre, laquelle se trouve à l'embouchure de la rivière Yare, à environ 30 kilomètres à l'est de Norwich et à 18 kilomètres au nord de Lowestoft.
C'est un port de plaisance depuis 1760 et un passage entre les voies navigables de Norfolk Broads et la mer. Pendant plusieurs siècles, Yarmouth dépendit de la pêche au hareng. Elle assure maintenant la liaison avec des plateformes pour l'exploitation du pétrole en mer. Elle est aussi une station balnéaire, la plus importante dans le Norfolk.

## Histoire

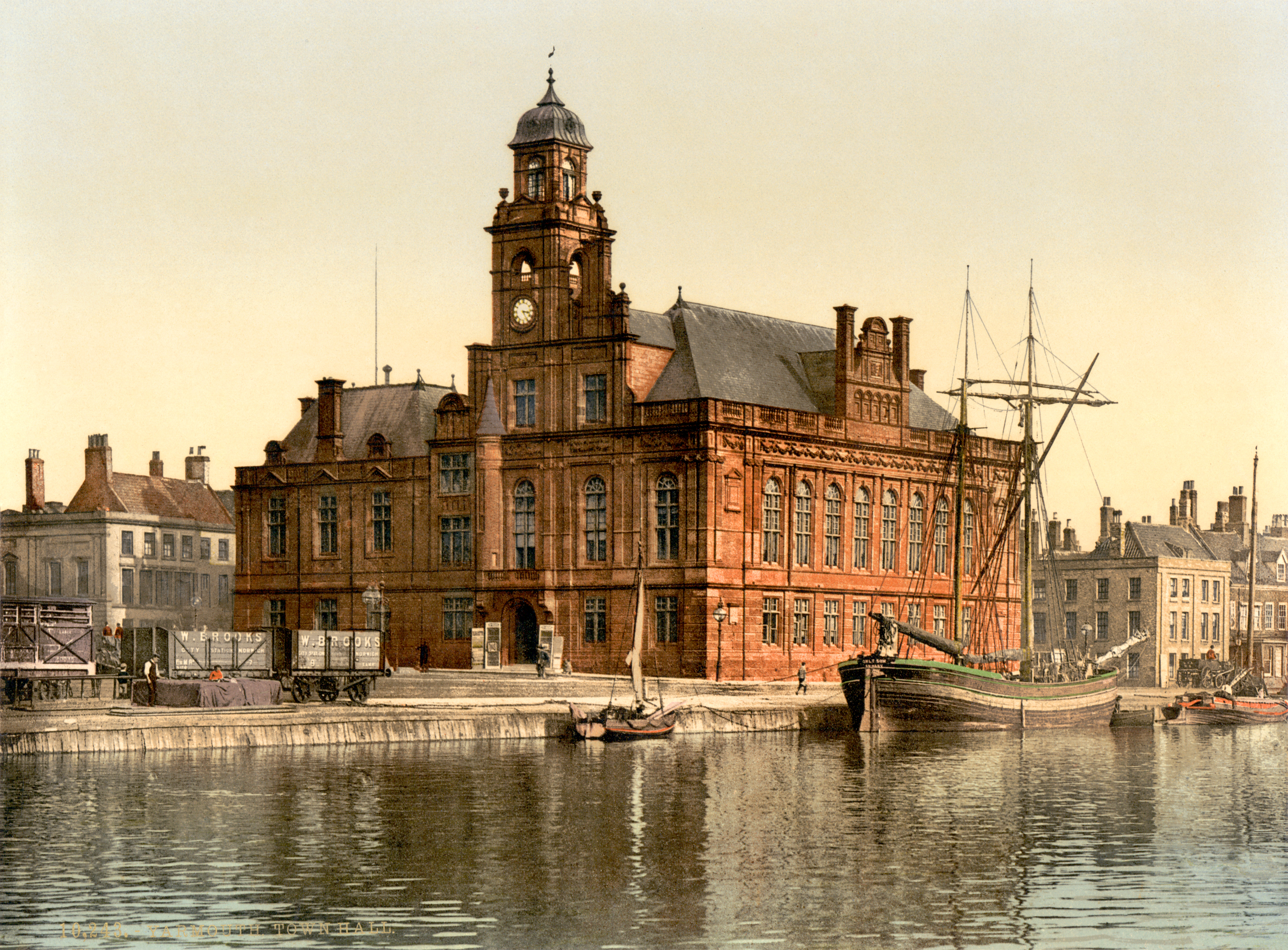
Hôtel de ville de Yarmouth en 1895, une photographie de la Detroit Publishing Company.

À la fin du Moyen Âge, en 1377, le port de Great Yarmouth est l'une des 20 villes les plus peuplées d'Angleterre. En 1622, elle est devenue la 8e ville la plus peuplée du pays.
En 1801, c'est encore l'une des plus peuplées, mais elle descend dans le classement au milieu du XIXe siècle.
Le 2 mai 1845, le pont suspendu de Yarmouth s'effondre à cause d'une surcharge.
Le 3 novembre 1914, la ville est bombardée pour la première fois par la marine impériale allemande.
Le 19 janvier 1915, la ville de Yarmouth est victime du premier bombardement aérien sur le sol anglais.
Le 24 avril 1916, un bombardement naval l'atteint de nouveau.
La ville fut gravement endommagée par les bombardements stratégiques durant la Seconde Guerre mondiale. Entre 1940 et 1944, 217 personnes étaient tuées et 237 maisons étaient détruites dans les bombardements. 1598 autres maisons étaient démolies à cause de dommage. Un quartier en particulier qui était ciblé était un groupe de maisons appelé The Rows, duquel seulement deux maisons subsistent.
Station balnéaire en déclin qui a vu arriver des immigrés européens depuis plusieurs années (certains participant à redynamiser une partie du centre-ville par leurs commerces, d'autres étant parfois l'objet de remarques xénophobes), Great Yarmouth ressent un déclin économique profond, même si le chômage est à un niveau plancher. En 2016, 72 % de ses habitants votent en faveur de la sortie de l'Union européenne lors du référendum.

## Galerie

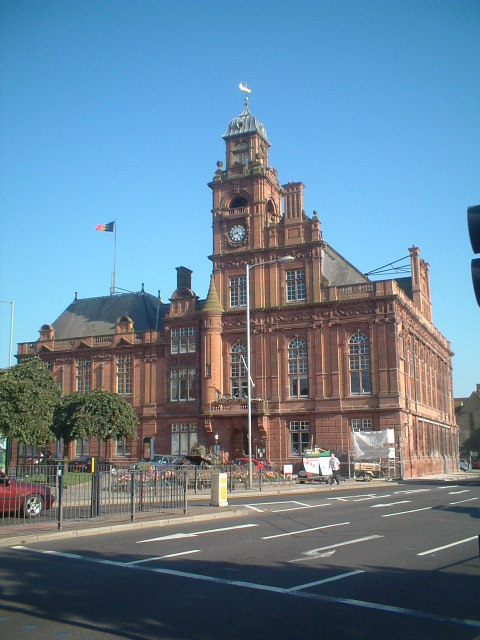
La mairie.
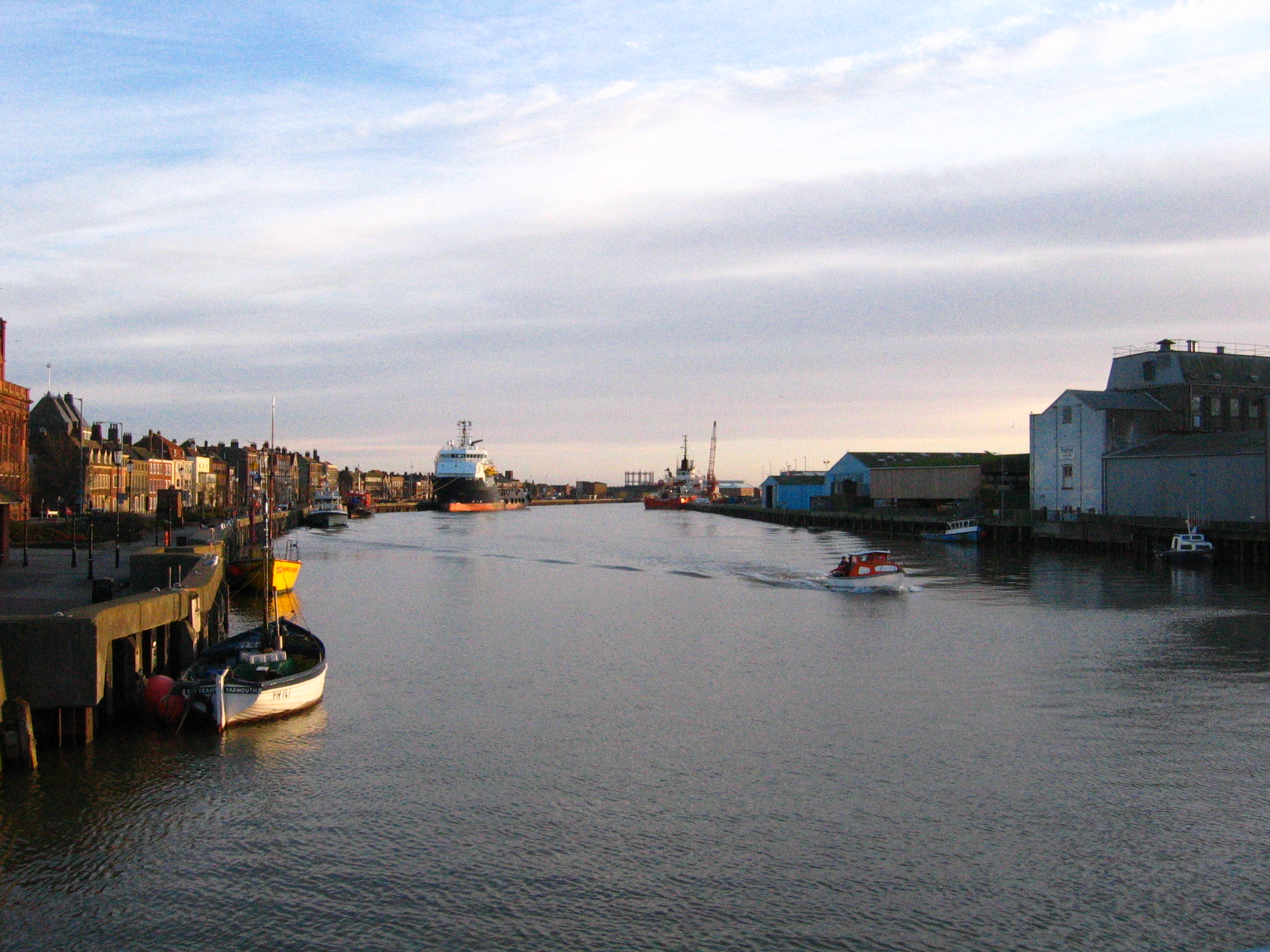
Rivière Yare vue du pont de Haven.
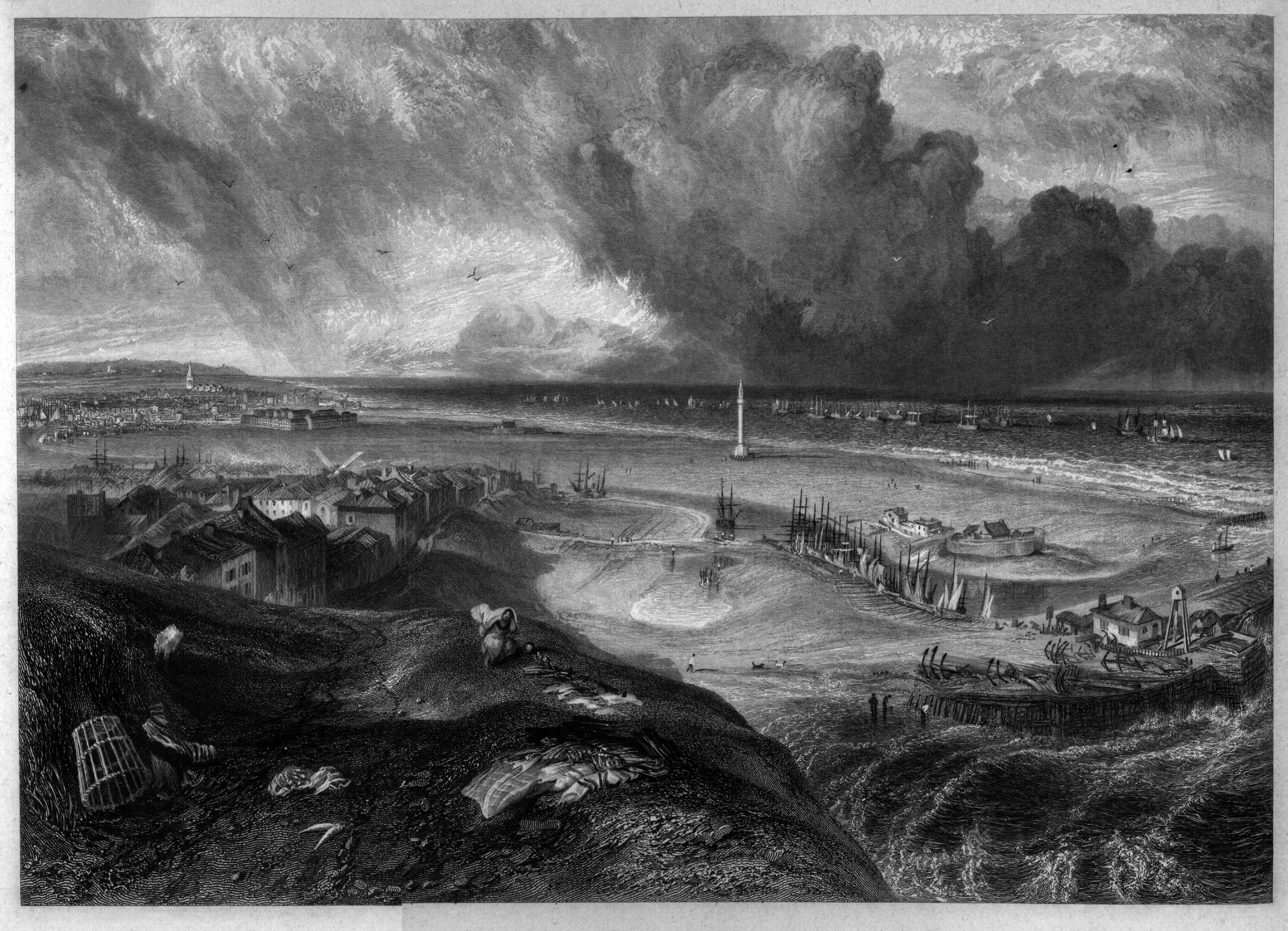
Gravure de Yarmouth.
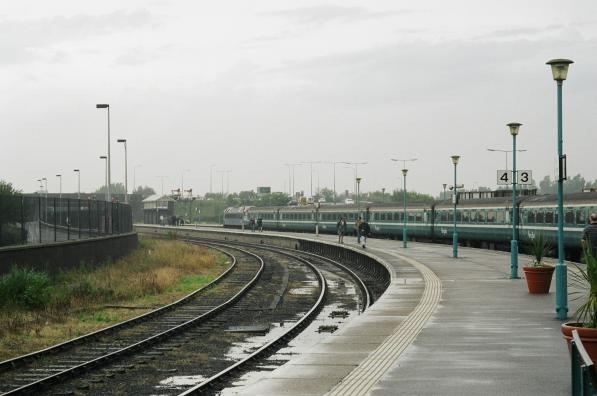
Station de train.

## Personnalités liées
- Arthur Flowerdew (1906-2002), capitaine